# Мицубиши Моторс
Корпорация „Мицубиши Моторс“ (на японски: 三菱自動車工業株式会社, Mitsubishi Jidōsha Kōgyō Kabushiki Kaisha; на английски: Mitsubishi Motors Corporation), част от „Мицубиши Груп“, е четвъртият по големина японски производител на автомобили и 782-ра (сп. „Форбс“) по големина компания в света. Част е от бившата най-голяма индустриална компания в Япония – „Мицубиши кейрецу“.

## Ранна история
Мицубиши Моторс е създадена през 1917 г. като компания за производство на кораби – „Mitsubishi Shipbuilding Co. Ltd“. Първият автомобил, който произвеждат, е Мицубиши-Модел „А“, първият серийно произведен японски автомобил. По-късно започват ръчна изработка на седемместен автомобил, базиран на модела на Фиат „Типо-3“, чиято цена обаче не била конкурентна на американските и европейските модели и производството спира през 1922 г., като са произведени само 22 автомобила.
Междувременно компанията създава дъщерната „Мицубиши двигатели с вътрешно горене Ко. АД“ (Mitsubishi Internal Combustion Engine Co. Ltd), през 1920 г. и започва да произвежда двигатели за самолети. Компанията е преименувана в „Мицубиши еъркрафт Ко“ през 1928, точно преди да се обединят в „Мицубиши тежка индустрия“ през 1934 г.

## Следвоенни години
В края на Втората световна война „Заибацу“ (японски фамилии, контролиращи индустриалните предприятия) са задължени от победителите във войната да разформироват производството си. Така Мицубиши отново се разделя на три регионални фирми, всяка ангажирана в автомобилното производство. Фирмата започва да произвежда промишлени превозни средства, но недостигът на гориво в следвоенните години не позволява многочислено производство. Така започва производството на първия японски мотоциклет тип скутер.
В началото на 60-те години японската икономика започва да се възражда от разрухата. Така възниква идеята за нов семеен седан. През 1960 г. компанията произвежда модела „Мицубиши 500“, който е последван през 1962 г. от компактния четириместен „Миника“ и семейния автомобил „Мицубиши Колт“. Трите компании отново създават „Мицубиши тежка индустрия“ през 1964 г., който само за три години достига производство от 75 000 автомобила годишно. Като следствие на това и на успешните предишни модели, през 1969 г. се появява първият модел „Мицубиши Галант“. В началото на 1970 г. „Мицубиши тежка индустрия“ отделя „Мицубиши Моторс корпорейшън“ в самостоятелна компания под ръководството на Томио Кубо, най-успешният инженер на компанията, пристигащ от подразделението за авиационна техника.

## Връзката с Крайслер
Част от програмата за развитие на компанията на Томио Кубо е да овладее най-доброто от големите чуждестранни автомобилни концерни. Така през 1971 г. продават на американския гигант Крайслер 15% от новата компания. Като благодарност Крайслер започва продажбата в САЩ на модела „Галант“ под името „Додж Колт“ – сделка, която води до продажбата на 250 000 автомобила.

## 70-те години
През 1977 г. дилърите на „Колт“ започват продажбите на модела в Европа, превръщайки го в един от най-успешните японски модели. Произведените бройки нарастват от 500 000 броя през 1973 г. до 965 000 през 1978 г.

## 80-те години
Производството на автомобили, произвеждани от компанията, надхвърля 1 000 000 през 1980 г. Същата г. Крайслер продава своята „Australian manufacturing division“ на японците. Новите собственици променят името на компанията на „Мицубиши Моторс Австралия АД“, превръщайки я в най-голямото промишлено предприятие в Австралия.
Като самостоятелна марка Мицубиши за пръв път се появява на американския пазар през 1982 г. Това става с моделите Мицубиши Кордия, Мицубиши Старион и Мицубиши Трейдия. Компанията агресивно създава в 22 щата 70 големи дилъри. През 1989 г. дилърите вече са 340.
Сътрудничеството между Мицибуши и Крайслер дава плод през 1986 г. Компаниите отварят вратите на нов завод за производство на автомобили в Нормал, Илинойс, разположен на 177 000 m², като джойнт венчър с дялово участие 50/50. Идеята е да се произвеждат модели в компактния и среден клас модели. Новата компания се нарича „Даймънд Стар Моторс“ (Diamond Star Motors), като логото е трите диаманта на Мицибуши и пентазвездата на Крайслер. През 1987 компанията произвежда и продава 67 000 автомобила на територията на САЩ.

## 90-те години
Хироказу Накамура става председател на концерна през 1989 г. и въвежда нови директиви за развитие. Продажбите на новото „Мицубиши Паджеро“ превръщат високопроходимия автомобил в един от най-срещаните по улиците на Япония.

## Модели
Лансер, Галант, Колт, Еклипс, Паджеро, Галант, Аутлендър, Каризма, Л200